# Jocelyne Porcher
Jocelyne Porcher, nacida el 12 de septiembre de 1956, es una socióloga y zootécnica francesa, directora de investigaciones del Instituto Nacional de Investigación Agronómica (INRA). Comprometida en la investigación después de haber sido ganadera y técnica agrícola, sus trabajos se centran principalmente en las relaciones entre los seres humanos y los animales de producción, así como en el sufrimiento en el trabajo en el sector de las producciones animales.

## Biografía
Jocelyne Porcher, nace el 12 de septiembre de 1956. En la década de 1980, durante ocho años, Jocelyne Porcher cría ovejas y cabras en su propia granja. A partir de los años 1990, sigue estudios agrícolas: diploma de técnico agrícola, BTSA producciones animales, diploma de ingeniero en agricultura y Master. Posteriormente se doctoró en ciencias por el Instituto Nacional Agronómico París-Grignon presentando, en 2001, una tesis sobre las relaciones afectivas entre ganaderos y animales.
Sus temas de investigación se centran sobre la relación afectiva e intersubjetiva entre ganaderos y animales, el bienestar animal, el trabajo en ganaderías industriales, el sitio de la muerte de los animales en el trabajo, el sentido de los vínculos con los animales.
En 2014 publica Le Livre blanc pour une mort digne des animaux ("Libro blanco para una muerte digna de los animales"), resultado de un trabajo con 66 ganaderos.
Ha creado junto a Stéphane Dinard, ganadero en Dordoña, un colectivo de agricultores que reivindican el derecho de sacrificar sus animales en sus granjas, « Quand l’abattoir vient à la ferme ».
El libro Vivir con los animales explica por qué hay que oponerse a la ganadería industrial, pero también al veganismo y a la ideología de la «liberación animal». En su libro Causa animal, causa del Capital explica la complicidad entre causa animal y capitalismo.

### Traducido en español
- Vivir con los animales, traducción de Jesús García Rodríguez, Ediciones El Salmón, 2021.[4]

### En francés
- Éleveurs et animaux, réinventer le lien (préf. Boris Cyrulnik), Paris, Presses universitaires de France, 2002, 300 p. (ISBN 2-13-053214-4)
- La mort n'est pas notre métier, La Tour d'Aigues, Éditions de l'Aube, 2003, 168 p. (ISBN 2-87678-828-4)
- Bien-être animal et travail en élevage, Dijon, Éducagri INRA, 2004, 263 p. (ISBN 2-84444-311-7 et 2-7380-1165-9)
- Junto a Vinciane Despret, Être bête, Arles, Actes Sud, 2007, 141 p. (ISBN 978-2-7427-7126-4)
- Junto a Christine Tribondeau, Une vie de cochon, Paris, La Découverte, 2008, 92 p. (ISBN 978-2-7071-5477-4 et 2-7071-5477-6)
- Cochons d'or : L'industrie porcine en questions, Versailles, Quae, 2010, 255 p. (ISBN 978-2-7592-0638-4)
- Vivre avec les animaux : Une utopie pour le XXIe siècle (préf. Alain Caillé), Paris, La Découverte, 6 février 2014 (1re éd. 2011), 159 p. (ISBN 978-2-7071-6900-6 et 978-2-7071-7838-1).
- En colaboración con Olivier Néron de Surgy, Encore carnivores demain ? : Quand manger de la viande pose question au quotidien, Versailles, Quae, 2017, 183 p. (ISBN 978-2-7592-2605-4
- Cause animale, cause du capital, Editions Le Bord de l'eau, 2019.

### Artículo
Paul Ariès, Frédéric Dennez y Jocelyne Porcher, « Pourquoi les vegans ont tout faux » ("Porque los veganos se equivocan por completo"), Libération, 18 de marzo de 2018, 

## Premio
- 2002 : Prix Le Monde de la investigación universitaria[5]